# Adrian Năstase
Adrian Năstase (Bucarest, Romania 1950)
És un polític romanès, va ser durant quatre anys Primer ministre de Romania des de 2000 fins a 2004.
És membre del Partit Socialdemòcrata de Romania.

## Infància, orígens familiars, estudis i matrimoni
Adrian Năstase va néixer a Bucarest, Romania el 22 de juny de 1950, fill d'una família originària de Hanul de Pământ, Tărtăşeşti, Província de Dâmboviţa, el seu pare, Marian Năstase, era un militar de les Reial Forces Armades de Romania, després de la caiguda de la monarquia i l'entrada al comunisme, va afiliar-se al Partit Comunista Romanès (PCR). La seva mare es deia Elena Năstase i té una germana, Dana Năstase (Dana Barb).
Adrian Năstase estudià al Col·legi Nacional Saint Sava. Més tard es graduà en dret a la Universitat de Bucarest. Va treballar durant diferents temps com a professor i com a jutge.
Quan era estudiant es casà amb Ilinca Preoteasa, filla d'un important polític comunista romanès, Grigore Preoteasa, amb qui no tingué fills i s'acabà separant més tard.
El 31 de juliol de 1985 es casà en segones núpcies amb Dana Miculescu, la filla d'un important dirigent comunista romanès, Angelo Miculescu. Amb Dana Miculescu tingué dos fills: Andrei Năstase (nascut el 12 de febrer de 1986) i Mihnea Năstase (nascuda el 23 de juny de 1993).
Durant els anys 90 Năstase tenia un sobrenom "Home de Sucre" això era per la seva presumpta homosexualitat. Mentre que l'homosexualitat era il·legal durant el règim comunista de Romania, un febrer de 1975 una declaració informativa de la policia feta pel professor d'història Ioan D. Suciu esmentava Năstase junt amb altres homes sobre una llista de gent coneguda amb tendències homosexuals. La veracitat de la declaració està en dubte, així com l'origen presumpte i autenticitat del document.

## Inicis polítics
Durant l'època comunista va afiliar-se al Partit Comunista Romanès (PCR), com a dirigent comunista va representar Romania en diverses conferències dels drets humans. Després de la Revolució Romanesa de 1989 va ser elegit diputat a la Cambra de Diputats de Romania pel Front de Salvació Nacional (FSN) (9 de juny de 1990). En els govern de Petre Roman i Theodor Stolojan va ser Ministre d'Afers Exteriors (28 de juny de 1990 - 18 de novembre de 1992). El 1992 va ser reelegit com a diputat, però aquest cop pel Front Democràtic de Salvació Nacional (FDSN). Des de 1993 fins a 1997 va ser president executiu del Partit Socialdemòcrata de Romania. Després que els Socialdemòcrates perdessin les eleccions legislatives de 1996, Năstaste va esdevenir cap de l'oposició, Vicepresident de la Cambra de Diputats i membre de la delegació romanesa de l'Assemblea Parlamentària al Consell d'Europa, i Secretari del Consell d'Europa per la comissió judicial per problemes i drets humans.
Després de la victòria dels Socialdemòcrates en les eleccions de 2000 i la reelecció d'Ion Iliescu com a President de la República, Năstaste va ser elegit President del Partit Socialdemòcrata (2000-2005) a qui va deixar el 21 d'abril de 2005 a Mircea Geoană.

## Primer Ministre (2000-2004)
Năstase va ser confirmat com a Primer Ministre el 28 de desembre de 2000. Durant els quatre anys del seu mandat es van caracteritzar per l'estabilitat política post-comunista, el bon ritme de l'economia, l'entrada de romania a l'OTAN (2004), les intenses negociacions per l'entrada a Romania a la Unió Europea, i per entrar al Tractat de Schengen, la privatització de les empreses.
Năstase deixà el càrrec de Primer ministre de Romania el 21 de desembre de 2004 en precedint a Eugen Bejinariu (PSD), provisional.

## Candidatura a la Presidència de la República (2004)
Com que Ion Iliescu ja no es podia a tornar a presentar per una tercera legislatura, Năstase va ser elegit com a candidat a President de la República pel PSD. Mentre que les enquestes realitzades la tardor de 2004 donaven com a guanyador a Năstase, contra el candidat de centredreta Traian Băsescu. La primera volta del 29 de novembre de 2004 la va guanyar amb un 40,94% i 4.278.864 vots, mentre que Băsescu obtenia un 33,92% i 3.545.236 vots. En la segona volta però les enquestes van equivocar-se, el guanyador va ser Traian Băsescu amb un just 51,23% i 5.126.794 vots, mentre que Năstase havia obtingut un 48,77% i 4.881.520 vots.
Posteriorment se l'ha acusat de d'escandals financers i corrupció.